# جماعة الفجر الذهبي الهرمسية

الصليب الوردي للفجر الذهبي

جماعة الفجر الذهبي الهرمسية، المعرفة عامة بالفجر الذهبي، هي جماعة تؤمن بالسحر نشطة في بريطانيا العظمى مابين أواخر القرن التاسع عشر وبدايات القرن العشرين والتي مارست السيمياء وتوير الروحانيات. وكانت من أهم المؤثرين على الباطنية الغربية. تأثرت الطرق السحرية المعاصرة، ثل الويكا والثيليما بالفجر الجديد. كان مؤسسيها الثلاثة، وليم روبرت وودمان ووليم واين ويسكوت وسامويل ليدل ماكغريغر ماثيرز من الماسونيين الأحرار ومن أعضاء الصليب الوردي. صمم نظام الفجر الذهبي ليتبع النظام الهيكلي الهرمي الماسوني من حيث طريقة الانتماء والترقي، إلا أنه سمح بانضمام النساء بالتساوي مع الرجال. واتبع الجماعة ثلاثة نظم سميت كلهم بـ«الفجر الذهبي». علم النظام الأول فلسفة النخبة باعتماد الكابالا الهرمسية، والتطوير الشخصي عبر دراسة مواضيع العناصر الأربعة القديمة والتاروت الإلهي والهندسة. أما النظام الثاني، أي الداخلي، (وردة الياقوت والصليب المذهب) علم السحر بما في ذلك قراءة الكرة البلورية والإسقاط النجمي والخيمياء. أم النظام الثالث، ويسمى «سر الرؤساء» ويتألف من أعضاء متمرسون وذو خبرة عالية، وهو المستوى المسؤول عن إدارة شؤون النظامين الأخرين.

## الهيكلية والدرجات

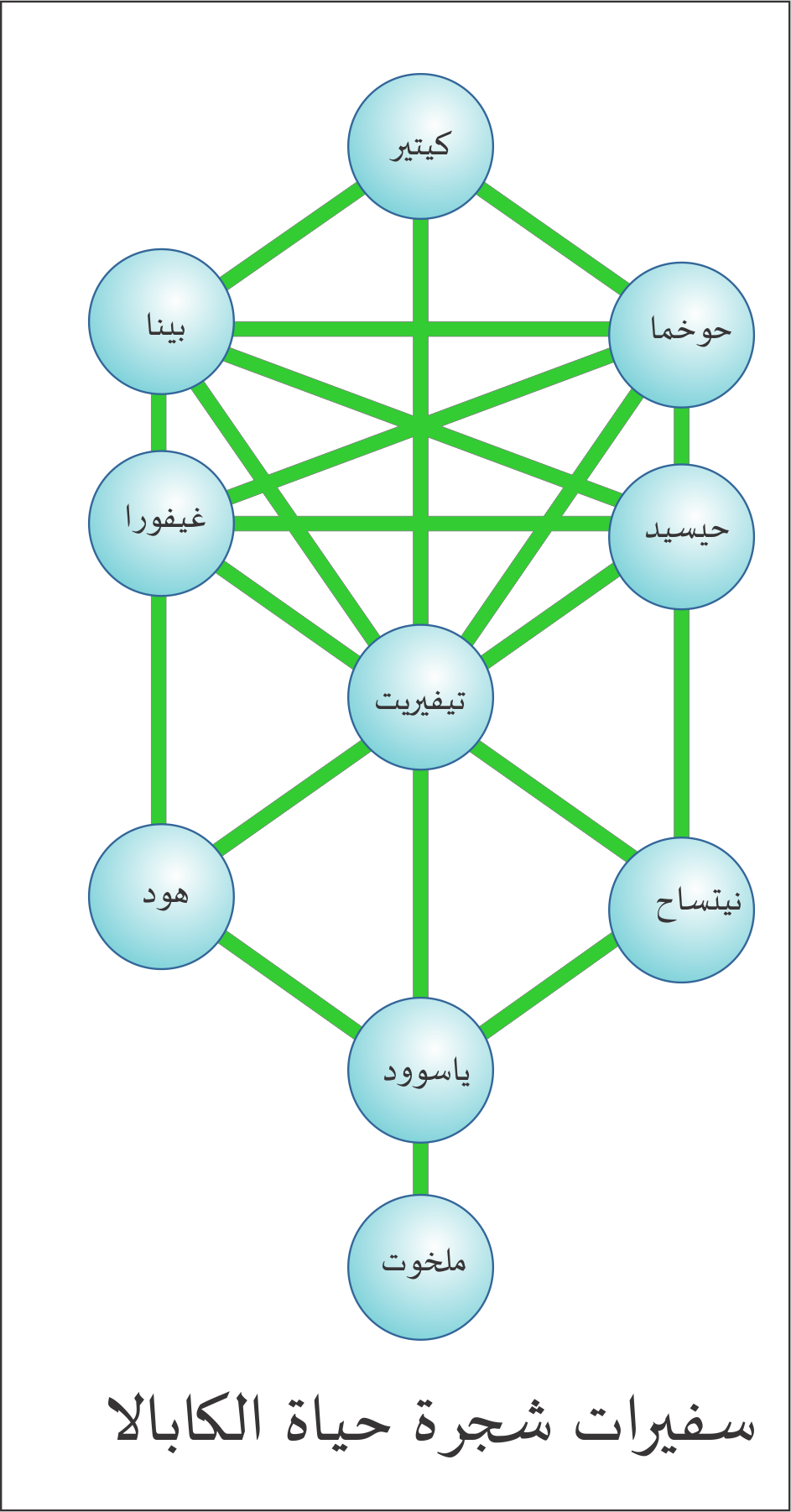
سفيرات شجرة الحياة في الكابالا

ءاستوحت هيكلية الجماعة من نظم الصليب الوردي.
يمر أعضاء الجماعة بتسعة مرتبات تقسم إلى ثلاث درجات تصاعدية. على كل عضو أن يتمرس بمرتبته وإثبات جدارته قبل ان يتمكن من الانتقال إلى المرتبة التالية. الدرجات الثلات والمرتبات المتعلقة بها هي (الرقمين المزدوجين يشيران إلى الموقع في شجرة الحياة. الرقم الأول يشير إلى عدد العتبات من الأسفل (الملكوت) أما الرقم الثاني فيشير إلى عدد العتبات من الأعلى (كثر). أما الصفر فيشير إلى عدم الوجود على الشجرة ويعطى للمبتدئين الجدد):
الدرجة الأولى
- 0=0: مقدمة-المبتدئ (باللاتينية: Introduction—Neophyte).
- 10-1: الغيارة (باللاتينية: Zelator)
- 2=9: المريد (باللاتينية: Theoricus)
- 3=8: المتمرن، (باللاتينية: Practicus)
- 4=7: مريد الحكمة (باللاتينية: Philosophus)
- المتوسطة - درجة البوابة

الدرجة الثانية
- 5=6: التخطي الصغرى (باللاتينية: Adeptus Minor)
- 6=5: التخطي الرئيسية (باللاتينية: Adeptus Major)
- 4=7: التخطي الخاصة (باللاتينية: Adeptus Exemptus)

الدرجة الثالثة
- 3=8: سيد المعبد (باللاتينية: Magister Templi)
- 9=2: مجوسي (باللاتينية: Magus)
- 1=10: إبسيموس (باللاتينية: Ipsissimus)

المرتبات الأربع الأولى يرتبطون بالعناصر الأربعة: الأرض، الهواء، الماء والنار.

## كتاب الفجر الجديد
يعتبر الكتاب الموسوعي «الفجر الذهبي»، من تأليف ريغاردي، المرجع الأساسي لتابعي علم الماورائيات وتقاليد السحر.

## جماعات معاصرة
لم يعد يوجد أي محافل للفجر الذهبي بعد عام 1970. إلا أنه نبتت جماعات حاولت إحياء هذه الطريقة أهمها:
- حماعة الفجر الذهبي الهرمسي، إنك
- مرجع مفتوح لجماعة الفجر الذهبي

## أنظر أيضا
- بياتريس إيرفين